# Sông Khanui
Sông Khanui (tiếng Mông Cổ: Хануй гол) là một dòng sông chảy qua các thung lũng của dãy núi Khangai ở miền trung Mông Cổ. Nó bắt đầu từ sum Chuluut của tỉnh Arkhangai ở sườn phía bắc của núi Khan-Öndor. Nó đi qua bên cạnh trung tâm của sum Erdenemandal, và kết thúc ở sum Khishig-Öndor của tỉnh Bulgan nơi nó đổ vào sông Selenga.